# KBS 1TV 수요 드라마
KBS 1TV 수요 드라마는 대한민국의 KBS 1TV에서 매주 수요일에 방송되었던 TV 드라마 작품이다.

## 작품 리스트
|  | - 아래의 텔레비전 드라마 중 2002년 11월 이후에 시청 가능 연령을 표시하는 드라마 등급 제도를 의무적으로 시행하고 있습니다. - 2017년 3월 1일부터 TV 프로그램 등급 표시 외에 주제, 폭력성, 선정성, 언어, 모방 위험 등 분류 사유 표시를 의무적으로 시행하고 있습니다. |

### 1970년대
- 《꽃동네 새동네》 : 1970년 12월 1일 ~ 1972년 4월 12일
- 《KBS 무대》 : 1971년 4월 6일 ~ 1973년 3월 27일, 1976년 4월 14일 ~ 1976년 9월 29일 - 단막극

### 1980년대
- 《억척선생 분투기》 : 1981년 4월 8일 ~ 1981년 7월 15일
- 《수요드라마》 : 1985년 11월 6일 ~ 1986년 3월 12일 - 단막극
- 《새벽》 : 1985년 2월 17일 ~ 1985년 4월 17일
- 《나타리아》 : 1986년 3월 19일 ~ 1986년 9월 17일
- 《사랑이 꽃피는 나무》 : 1987년 10월 4일 ~ 1990년 10월 24일, 1991년 5월 29일 ~ 1991년 7월 3일

### 1990년대
- 《맥랑시대》 : 1991년 7월 10일 ~ 1992년 4월 1일
- 《대추나무 사랑걸렸네》 : 1994년 10월 26일 ~ 1997년 5월 14일, 1998년 2월 18일 ~ 2007년 10월 10일

### 2000년대
- 《산너머 남촌에는》 : 2007년 10월 24일 ~ 2011년 5월 25일

### 2010년대
- 《오! 할매》 : 2015년 7월 8일 ~ 2015년 7월 22일